# نافوتاس
نافوتاس (بالإنجليزية: Navotas) هي مدينة عالية التحضر، تتبع مانيلا (حاضرة)، بلغ عدد سكانها 249٬131  نسمة، في 1 مايو 2010، تبلغ مساحتها 10٫77 كيلومتر مربع، رمزها البريدي هو 1409، و1411–1413، و1485، و1489–1490.

## الموقع
تشترك في الحدود مع:
- مانيلا
- كالوكان
- مالابون
- Obando, Bulacan [الإنجليزية]‏.

## التقسيمات الإدارية
- Bagumbayan North  [لغات أخرى]‏[7]
- Bagumbayan South  [لغات أخرى]‏[7]
- Bangkulasi  [لغات أخرى]‏[7]
- Navotas East [الإنجليزية]‏.[7]

## أعلام
- سيبريانو باوتيستا
- فرويلان باجويون
- جيرالد سانتوس